# Renata Bilewicz
Renata Bilewicz (ur. 27 marca 1952) – polska profesor nauk chemicznych. Specjalizuje się w zagadnieniach z zakresu chemii bionieorganicznej i supramolekularnej oraz elektrochemii. Wykładowca i profesor zwyczajny Wydziału Chemii Uniwersytetu Warszawskiego, pracownik naukowy Zakładu Chemii Nieorganicznej i Analitycznej UW. Kierownik Pracowni Teorii i Zastosowań Elektrod na tej uczelni. Członek korespondent Polskiej Akademii Nauk od 2020 roku.
Habilitację uzyskała w 1994 roku na Wydziale Chemii UW na podstawie pracy pt. „Badania elektroanalityczne układów molekularnych”. Tytuł profesora nauk chemicznych nadano jej w 2000 roku.
Została członkiem honorowym Komitetu Chemii Analitycznej PAN i członkiem Komitetu Chemii PAN. Była też członkiem Rady Kuratorów Wydziału III Nauk Ścisłych i Nauk o Ziemi PAN.

## Wybrane publikacje naukowe
Jest autorką lub współautorką m.in.:
- Novel [2]Catenane Structures Introducing Communication Between Transition Metal Centers via π···π Interactions[5]
- Neutral Ni(II) and Cu(II) complexes of tetraazatetraenemacrocyles[6]
- Ferrocene-modified oligopeptide as model compound for charge-transfer interactions with organic electron acceptors[7]
- A novel polynuclear donor complex based on helical peptideswith aligned electroactive moieties[8]
- Kinetics of long-range electron transfer through alkanethiolate monolayers containing amide bonds[9]
- Surface properties of Langmuir films of mono-, di-, and tetra-n-octyl adducts of C60 at the water–air interface[10]
- Complexation of metal ions by azocrown ethers in Langmuir–Blodgett monolayers[11]
- Contribution of Intermolecular Interactions to Electron Transfer through Monolayers of Alkanethiols Containing Amide Groups[12]
- Diffusion of hydrophilic probes in bicontinuous lipidic cubic phase[13]

## Nagrody i odznaczenia[3]
- Nagroda Wydziału III PAN (1996)
- Medal KEN (2001)
- Złoty Krzyż Zasługi (2002)
- Krzyż Kawalerski Orderu Odrodzenia Polski (2011)